# Bogen, Norge
Bogen är en tätort som utgör centralort i Evenes kommun i Nordland fylke i norra Norge. Orten ligger vid Europaväg 10, längst inne i viken med samma namn. Här finns Bogens kapell.

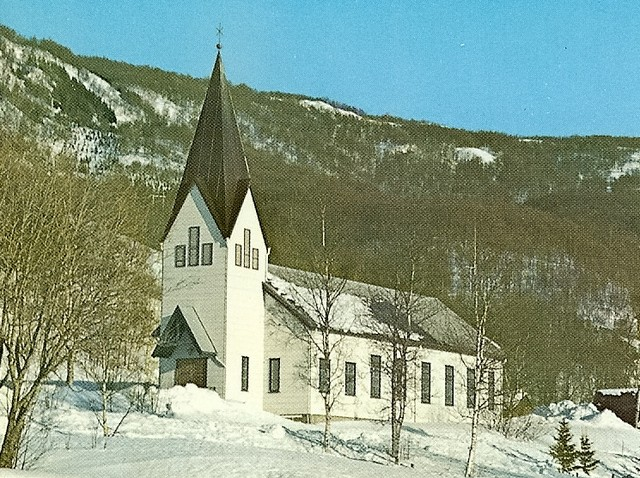
Bogens kapell.